# وينستون-سالم (كارولاينا الشمالية)
وينستون-سالم (بالإنجليزية: Winston-Salem)‏ هي مدينة أمريكية ومركز مقاطعة فورسيث (بالإنجليزية: Forsyth County)‏ في ولاية كارولاينا الشمالية في الولايات المتحدة الأمريكية.

## التركيبة السكانية
حدّد مكتب تعداد الولايات المتحدة بيانات التركيبة السكانية لوينستون-سالم في تعداد الولايات المتحدة. في ما يلي، التركيبة السكانية حسب تعدادي 2000 و2010.

### تعداد عام 2000
بلغ عدد سكان وينستون-سالم 185,776 نسمة بحسب تعداد عام 2000، وبلغ عدد الأسر 76,247 أسرة وعدد العائلات 46,206 عائلة مقيمة في المدينة. في حين سجلت الكثافة السكانية 536 نسمة لكل كيلومتر مربع (1,388.2/ميل2). وبلغ عدد الوحدات السكنية 82,593 وحدة بمتوسط كثافة قدره 238.3 لكل كيلومتر مربع (617.2/ميل2).
وتوزع التركيب العرقي للمدينة بنسبة 55.57% من البيض و37.10% من الأمريكيين الأفارقة و0.31% من الأمريكيين الأصليين و1.13% من الأمريكيين ذوي الأصول الآسيوية و0.04% من سكان جزر المحيط الهادئ و4.29% من الأعراق الأخرى و1.56% من عرقين مختلطين أو أكثر و8.64% من الهسبانيون أو اللاتينيون من أي عرق.
بلغ عدد الأسر 76,247 أسرة كانت نسبة 31.6% منها لديها أطفال تحت سن الثامنة عشر تعيش معهم، وبلغت نسبة الأزواج القاطنين مع بعضهم البعض 40.2% من أصل المجموع الكلي للأسر، ونسبة 16.6% من الأسر كان لديها معيلات من الإناث دون وجود شريك، بينما كانت نسبة 3.8% من الأسر لديها معيلون من الذكور دون وجود شريكة وكانت نسبة 39.4% من غير العائلات. تألفت نسبة 33.4% من أصل جميع الأسر من عدة أفراد يعيشون في نفس المنزل ونسبة 10.7% كانت تتألف من شخص يعيش بمفرده يبلغ من العمر 65 عاماً أو أكثر. وبلغ متوسط حجم الأسرة المعيشية 2.32، أما متوسط حجم العائلات فبلغ 2.95.
بلغ العمر الوسطي للسكان 34.6 عاماً. وكانت نسبة 23.3% من القاطنين تحت سن الثامنة عشر، وكانت نسبة 8.9% بين الثامنة عشر والرابعة والعشرين عاماً، ونسبة 29.8% كانت واقعةً في الفئة العمرية ما بين الخامسة والعشرين والرابعة والأربعين عاماً، ونسبة 20.6% كانت ما بين الخامسة والأربعين والرابعة والستين، ونسبة 12.6% كانت ضمن فئة الخامسة والستين عاماً فما فوق. يوجد لكل 100 أنثى 88.8 ذكر، ويوجد لكل 100 أنثى في الثامنة عشر من عمرها فما فوق 84.1 ذكر.
بلغ متوسط دخل الأسرة في المدينة 29,262 دولارًا، أما متوسط دخل العائلة فبلغ 35,725 دولارًا. وكان متوسط دخل الذكور 26,738 دولارًا مقابل 22,622 دولارًا للإناث. وسجل دخل الفرد الخاص بالمدينة 15,651 دولارًا. وكانت نسبة 17.3% من العائلات ونسبة 21.9% من السكان تحت خط الفقر، وكان من هؤلاء نسبة 31.6% تحت سن الثامنة عشر ونسبة 16.2% في الخامسة والستين من العمر وما فوق.

### تعداد عام 2010
بلغ عدد سكان وينستون-سالم 229,617 نسمة بحسب تعداد عام 2010، وبلغ عدد الأسر 92,337 أسرة وعدد العائلات 55,683 عائلة مقيمة في المدينة. في حين سجلت الكثافة السكانية 662.5 نسمة لكل كيلومتر مربع (1,715.9/ميل2). وبلغ عدد الوحدات السكنية 103,974 وحدة بمتوسط كثافة قدره 300 لكل كيلومتر مربع (777.0/ميل2).
وتوزع التركيب العرقي للمدينة بنسبة 51.22% من البيض و34.67% من الأمريكيين الأفارقة و0.43% من الأمريكيين الأصليين و2% من الأمريكيين ذوي الأصول الآسيوية و0.08% من سكان جزر المحيط الهادئ و9.19% من الأعراق الأخرى و2.43% من عرقين مختلطين أو أكثر و14.70% من الهسبانيون أو اللاتينيون من أي عرق.
بلغ عدد الأسر 92,337 أسرة كانت نسبة 32.1% منها لديها أطفال تحت سن الثامنة عشر تعيش معهم، وبلغت نسبة الأزواج القاطنين مع بعضهم البعض 38.4% من أصل المجموع الكلي للأسر، ونسبة 17.3% من الأسر كان لديها معيلات من الإناث دون وجود شريك، بينما كانت نسبة 4.5% من الأسر لديها معيلون من الذكور دون وجود شريكة وكانت نسبة 39.7% من غير العائلات. تألفت نسبة 33.1% من أصل جميع الأسر من عدة أفراد يعيشون في نفس المنزل ونسبة 10.3% كانت تتألف من شخص يعيش بمفرده يبلغ من العمر 65 عاماً أو أكثر. وبلغ متوسط حجم الأسرة المعيشية 2.38، أما متوسط حجم العائلات فبلغ 3.06.
بلغ العمر الوسطي للسكان 34.6 عاماً. وكانت نسبة 24.6% من القاطنين تحت سن الثامنة عشر، وكانت نسبة 11.9% بين الثامنة عشر والرابعة والعشرين عاماً، ونسبة 27% كانت واقعةً في الفئة العمرية ما بين الخامسة والعشرين والرابعة والأربعين عاماً، ونسبة 24.1% كانت ما بين الخامسة والأربعين والرابعة والستين، ونسبة 12.5% كانت ضمن فئة الخامسة والستين عاماً فما فوق. وتوزع التركيب الجنسي للسكان بنسبة 47% ذكور و53% إناث.

## المناخ
يظهر الجدول التالي التغييرات المناخية على مدار السنة لوينستون-سالم:
| البيانات المناخية لـوينستون-سالم                                           | البيانات المناخية لـوينستون-سالم | البيانات المناخية لـوينستون-سالم | البيانات المناخية لـوينستون-سالم | البيانات المناخية لـوينستون-سالم | البيانات المناخية لـوينستون-سالم | البيانات المناخية لـوينستون-سالم | البيانات المناخية لـوينستون-سالم | البيانات المناخية لـوينستون-سالم | البيانات المناخية لـوينستون-سالم | البيانات المناخية لـوينستون-سالم | البيانات المناخية لـوينستون-سالم | البيانات المناخية لـوينستون-سالم | البيانات المناخية لـوينستون-سالم |
| الشهر                                                                      | يناير                            | فبراير                           | مارس                             | أبريل                            | مايو                             | يونيو                            | يوليو                            | أغسطس                            | سبتمبر                           | أكتوبر                           | نوفمبر                           | ديسمبر                           | المعدل السنوي                    |
| -------------------------------------------------------------------------- | -------------------------------- | -------------------------------- | -------------------------------- | -------------------------------- | -------------------------------- | -------------------------------- | -------------------------------- | -------------------------------- | -------------------------------- | -------------------------------- | -------------------------------- | -------------------------------- | -------------------------------- |
| الدرجة القصوى °ف (°م)                                                      | 79 (26)                          | 83 (28)                          | 91 (33)                          | 93 (34)                          | 101 (38)                         | 104 (40)                         | 104 (40)                         | 104 (40)                         | 102 (39)                         | 96 (36)                          | 84 (29)                          | 79 (26)                          | 104 (40)                         |
| متوسط درجة الحرارة الكبرى °ف (°م)                                          | 48.9 (9.4)                       | 53.2 (11.8)                      | 61.2 (16.2)                      | 70.6 (21.4)                      | 78.4 (25.8)                      | 85.0 (29.4)                      | 88.6 (31.4)                      | 86.4 (30.2)                      | 79.9 (26.6)                      | 70.8 (21.6)                      | 61.7 (16.5)                      | 51.3 (10.7)                      | 69.6 (20.9)                      |
| المتوسط اليومي °ف (°م)                                                     | 39.5 (4.2)                       | 43.1 (6.2)                       | 50.4 (10.2)                      | 59.1 (15.1)                      | 67.3 (19.6)                      | 75.1 (23.9)                      | 78.7 (25.9)                      | 77.2 (25.1)                      | 70.3 (21.3)                      | 60.5 (15.8)                      | 51 (11)                          | 41.9 (5.5)                       | 59.5 (15.3)                      |
| متوسط درجة الحرارة الصغرى °ف (°م)                                          | 30.1 (−1.1)                      | 33.1 (0.6)                       | 39.6 (4.2)                       | 47.7 (8.7)                       | 56.1 (13.4)                      | 65.2 (18.4)                      | 68.9 (20.5)                      | 68.1 (20.1)                      | 60.7 (15.9)                      | 50.2 (10.1)                      | 40.4 (4.7)                       | 32.6 (0.3)                       | 49.4 (9.7)                       |
| أدنى درجة حرارة °ف (°م)                                                    | −10 (−23)                        | −1 (−18)                         | 10 (−12)                         | 21 (−6)                          | 30 (−1)                          | 40 (4)                           | 48 (9)                           | 47 (8)                           | 36 (2)                           | 21 (−6)                          | 7 (−14)                          | −3 (−19)                         | −10 (−23)                        |
| الهطول إنش (مم)                                                            | 3.61 (92)                        | 3.19 (81)                        | 4.04 (103)                       | 3.70 (94)                        | 3.87 (98)                        | 4.20 (107)                       | 5.00 (127)                       | 4.87 (124)                       | 4.19 (106)                       | 3.41 (87)                        | 3.35 (85)                        | 3.47 (88)                        | 46.90 (1٬191)                    |
| متوسط تساقط الثلوج إنش (سم)                                                | 3.0 (7.6)                        | 2.5 (6.4)                        | 1.6 (4.1)                        | 0.3 (0.76)                       | 0 (0)                            | 0 (0)                            | 0 (0)                            | 0 (0)                            | 0 (0)                            | 0 (0)                            | 0.2 (0.51)                       | 1.7 (4.3)                        | 9.3 (24)                         |
| متوسط أيام هطول الأمطار (≥ 0.01 in)                                        | 6                                | 6                                | 8                                | 7                                | 9                                | 9                                | 10                               | 8                                | 8                                | 7                                | 7                                | 7                                | 83                               |
| المصدر: Southeast Regional Climate Center (normals and extremes 1899–2012) |                                  |                                  |                                  |                                  |                                  |                                  |                                  |                                  |                                  |                                  |                                  |                                  |                                  |

## توأمة
لوينستون-سالم (كارولاينا الشمالية) اتفاقيات توأمة مع كل من:
- كوماسي
- Ungheni [الإنجليزية]‏
- ناساو
- شانغهاي (2006 - )
- فريبورت

## أعلام
- بام غرير
- جنيفر أيل
- دوك واتسون
- بي أو بي
- مايا أنجيلو